# Альберт Р. Йонсен
Альберт Р. Йонсен (апрель 1931 г. — 21 октября 2020 г.) был одним из основателей области биоэтики. Он был почетным профессором этики в медицине в Медицинской школе Вашингтонского университета, где также являлся заведующим кафедрой истории медицины и этики с 1987 по 1999 годы.

## Карьера
Йонсен родился в апреле 1931 года в городе Сан-Франциско. Он присоединился к Обществу Иисуса (иезуитов) в 1949 году и стал католическим священником в 1962 году, ушел из действующего священства в 1976 году.
В 1967 году получил степень доктора религиоведения в Йельском университете. В 1969 году он был избран президентом Университета Сан-Франциско, где проработал до 1972 года. Медицинская школа Калифорнийского университета в Сан-Франциско пригласила его присоединиться к факультету и создать программу по медицинской этике.
Йонсен был одним из первых биоэтиков, работающих на медицинском факультете. Национальный институт сердца, легких и крови выбрал его в качестве члена первого комитета Национального института здоровья, который занимался этическими, социальными и юридическими вопросами разработки медицинской технологии, полностью имплантируемого искусственного сердца (1972—1973).
Конгресс США учредил Национальную комиссию по защите людей, являющихся субъектами биомедицинских и поведенческих исследований (1974—1978), которой было поручено разработать правила, регулирующие использование людей в исследованиях. Йонсен был уполномоченным и участвовал в разработке правил, касающихся использования человеческого плода, детей и умственно отсталых лиц в качестве объектов исследования. Он также помогал в написании Бельмонтского доклада — заявления об этических принципах, которое стало ведущим документом об исследовательской этике. В 1979 году Йонсен был назначен в преемник, Президентскую комиссию по изучению этических проблем в медицине (1979-82), которая подготовила отчеты о смерти мозга, отказе от жизнеобеспечения, информированном согласии и других темах, которые стали основными темами биоэтики .
Йонсен был пионером в практике «клинической этики», где выступал в качестве консультанта для тех, кто принимает этические решения о надлежащем уходе за пациентами.
Йонсен совместно с Марком Сиглером и Уильямом Уинслейдом написали книгу «Клиническая этика: практический подход к этическим решениям в клинической медицине», в которой представлен уникальный структурированный подход к решению этических проблем, возникающих в повседневной клинической практике.
Йонсен присоединился к Джону Флетчеру в качестве основателей Общества клинической этики (SBC), которое позже объединилось с Обществом здоровья и человеческих ценностей (SHHV) и Американской ассоциацией биоэтики (AAB), чтобы сформировать Американское общество биоэтики и гуманитарных наук (ASBH) в 1998 году.
В 1987 году Йонсен стал председателем Департамента истории медицины и этики Медицинской школы Вашингтонского университета. Он оставался там до выхода на пенсию в 1999 году. После этого Йонсен вернулся в свой родной Сан-Франциско, где в 2003 году вместе со своим хорошим другом и коллегой доктором Уильямом Андереком стал соучредителем Программы медицины и человеческих ценностей в Калифорнийском тихоокеанском медицинском центре Sutter Health. В Программе биоэтики Sutter Health он продолжил свою научную работу, провел несколько исследований и написал несколько книг и статей. В это время он также был наставником для специалистов по биоэтике и клинической этике.
На момент своей смерти Йонсен завершил работу над 9-м изданием своей книги «Клиническая этика» с соавторами Марком Сиглером, Уильямом Уинслейдом и заместителем редактора Ручикой Мишрой.
Йонсен являлся сотрудником Центра Гастингса, независимого исследовательского института в области биоэтики. Он работал в Национальном совете медицинских экспертов, Американском совете медицинских специальностей, комитете по этике Американского колледжа акушерства и гинекологии, а также в качестве консультанта Американского совета внутренних болезней.
Он был президентом Общества здоровья и человеческих ценностей и председателем Комитета по мониторингу социальных последствий СПИДа Национальной академии наук. Он был избран в Институт медицины Национальной академии наук в 1981 году. В 2017 году Центр Гастингса присудил Йонсену самую престижную награду в области биоэтики — Премию Генри Ноулза Бичера за вклад в этику и науки о жизни.
Йонсен умер 21 октября 2020 г. в возрасте 89 лет